# Edmond Brazès
Edmond Brazès (Céret, Vallespir; 1893 - 10 de junio de 1980) escritor francés en catalán y francés. 
Barbero de oficio, dedicaba su tiempo libre a escribir poesías, narraciones, obras de teatro y memorias. Colaboró durante 40 años en la revista La Tramontane.
Casi sin estudios, se hizo un escritor muy popular y fue secretario de los Juegos Florales de la Ginesta d'Or y participó en la fundación del Grupo Rosellonés de Estudios Catalanes (Grup Rossellonès d'Estudis Catalans , GREC).
La revista Terra Nostra y la editorial el Trabucaire publicaron sus obras completas en 2003.

## Obras
- La vie et l'oeuvre de Mossèn Esteve Caseponce (1948), ensayo
- L'ocell de les cireres (1957), poemario
- Històries del veïnat (1965), narración
- La neu (1970), obra de teatro

- Datos: Q3047776